# Яблоко в культуре
Европейская традиция (но не оригинальный текст Библии) считает яблоко плодом с Древа познания добра и зла, поэтому его изображение получило широкое распространение: грехопадение является одним из самых популярных сюжетов средневековой живописи. Позднее, в эпоху Возрождения, стали популярны живописные сюжеты на античные мотивы — суд Париса и двенадцатый подвиг Геракла — «яблоки Гесперид».
Мифологические и фольклорные сюжеты, связанные с яблоками, использованы во многих произведениях живописи и скульптуры (суд Париса, грехопадение Евы, яблоки Гесперид), а также в литературных и музыкальных произведениях (в драме Ф. Шиллера «Вильгельм Телль», одноимённой опере Дж. Россини и др.)

## Яблоко в религиях и мифологии

### Авраамические религии
Адам и Ева, ослушавшись воли Бога, вкусили плода с Древа познания добра и зла. Согласно наиболее распространённому мнению, этим плодом было яблоко, однако существуют мнения, что это были другие плоды. Несмотря на то, что плод, которым Змей искусил Еву в райском саду, в Библии не назван, яблоко было первым плодом, на который пал выбор позднейших толкователей Священного Писания. Есть версия, что это стало заимствованием из классической античной истории о Саде Гесперид и его золотых яблоках.

### Античная мифология
- Суд Париса. Согласно легенде, Парис должен был разрешить спор между Герой, Афиной и Афродитой, вручив одной из них яблоко с надписью «Прекраснейшей». Гера обещала Парису власть, Афина — воинскую славу, Афродита — прекраснейшую из женщин — Елену, жену Менелая, царя Спарты. Парис вручил яблоко Афродите, похищение Парисом Елены было причиной Троянской войны[3]. Так появилось крылатое выражение «Яблоко раздора».
- Яблоки Гесперид. Одним из двенадцати подвигов Геракла было похищение из сада титана Атласа, за которыми смотрели дочери Атласа Геспериды, трёх золотых яблок. Яблоки эти росли на золотом дереве, выращенном богиней земли Геей в подарок Гере в день её свадьбы с Зевсом.
- Аталанта и Гиппомен
- Яблоко является атрибутом Венеры, трёх Граций (её служанок).

### Скандинавская мифология
Во время странствий по Мидгарду Один, Локи и Хенир остановились на привал. Обернувшийся орлом йотун Тьяцци стал требовать для себя лучших кусков мяса, и Локи ударил его палкой, чтобы прогнать. Тьяцци унёс Локи в свой дом и согласился освободить его только после того, как тот похитил Идунн, охранявшую молодильные яблоки, и передал её Тьяцци. Лишившись молодильных яблок, асы потребовали от Локи вернуть Идунн. Тогда Локи похитил Идунн у Тьяцци и доставил её в Асгард.

### Славянская мифология
В славянской мифологии яблоко выступало символом плодородия, здоровья, любви и красоты; являлось эмблемой брачного союза, здорового потомства. Плоды яблок, побеги и цвет яблони играли важную роль в свадебных обрядах. Обмен яблоками между парнем и девушкой символизировал взаимную симпатию. Принимая от сватающегося парня яблоко, девушка как бы давала согласие на брак. У южных славян яблоки выступали в роли свадебного приглашения.
Ветки яблони украшали свадебное знамя и венок невесты, а ещё использовались в убранстве праздничного стола. Так, белорусы, украинцы и поляки втыкали ветку яблони в каравай, а русские — в свадебную курицу. Южные славяне отправляли невесту на венчание с яблоком, а после она должна была забросить плод за алтарь, чтобы иметь детей. Молодожёнам дарили яблоки, желая большого потомства. Перед первой брачной ночью совершали такой обряд: одно яблоко прятали под перину, а другое разламывали на две части, и каждый из новобрачных съедал половину. Яблоко — общеславянский символ целомудрия невесты: его оставляли на брачной рубашке. Южные славяне традиционно совершали бритье жениха перед свадьбой под яблоней. А при совершении обряда смены головного убора с девичьего на женский, первый, с помощью яблоневой ветки, снимали с головы невесты и забрасывали на яблоню.
В славянской символике яблоко имеет положительное значение. Западные славяне верили, что для обеспечения здоровья всей семьи необходимо на Рождество и Новый год умываться водой, в которой лежало яблоко. Для будущего здоровья и красоты детей беременной нужно было подержаться за дерево яблони и посмотреть на её ветки в зимнее время или на плоды в летнее. Для здоровья и силы будущего ребёнка роженицу навещали с яблоком. На Украине было принято, чтобы повитуха на крестинах раздавала всем яблоки. В Словакии и Моравии воду после купания новорождённого выплёскивали под сладкую яблоню. У западных и южных славян считалось, что перед тем, как набрать воду из источника, в него в качестве жертвы нужно бросить яблоко. В Рождество и на Новый год яблоневым прутом ударяли всех домочадцев и скот, а потом забрасывали его на яблоню.
Яблоко являлось даром для колядующих, приглашённых на свадьбу и крестины. Участники же обходных обрядов приносили в дом хозяев яблоко и оставляли на очаге. В Сербии, Македонии и Хорватии молодая жена, входя в новый дом, «дарила» очагу яблоко с воткнутой в него монетой; а в Словакии переворачивала полную корзину яблок, чтобы в хозяйстве было изобилие.
Сербы Воеводины видели в яблоке воплощение плодородия: его опускали в посевное зерно, чтобы пшеница выросла крупная, как яблоки. А болгары защищали таким образом посевы. Чехи в Сочельник бросали орехи и яблоки под плодовые деревья. Последний плод с дерева не срывали: его оставляли на ветке для того, чтобы и на следующий год урожай был богатый. Согласно верованиям, яблоко помогало от бесплодия. Болгары считали, что оно должно зародиться после вторичного цветения яблони. Сербы полагали, что в этом поможет первое яблоко на молодом дереве, а украинцы — плод, долго висевший на яблоне.
Яблоки, равно как и другие плоды, запрещалось вкушать до Яблочного Спаса. Это можно было делать лишь после освящения и благословения яблок нового урожая, которое происходило в этот праздник.

## Яблоко как символ
Яблоко символизирует здоровье и жизненную силу («Яблоко на обед — и всех болезней нет»), молодость, любовь, брак и весну.
В европейской живописи яблоко символизирует грехопадение человека. А если его держит Младенец Христос — он является аллюзией на его будущую миссию как искупителя. Если яблоко держит во рту обезьяна, то оно имеет аналогичное значение. Золотые яблоки Гесперид являются атрибутом персонифицированной Бдительности, а также гарпий, которые сопровождают персонифицированную Скупость. Яблоко встречается в изображениях античных сцен, с которыми оно связано по сюжету; стало атрибутом Венеры, как победительницы Суда Париса, и трех Граций — её служанок. Также оно — атрибут святой Доротеи.
О культурной семантике яблока подробно писал выдающийся польский исследователь Ежи Фарыно.

## Яблоко в фольклоре и литературе
Яблоко как символ вечной молодости (молодильные яблоки) фигурирует во многих сказках:
- «Сказка о мёртвой царевне и о семи богатырях» А. С. Пушкина
- «Легенда о Вильгельме Телле»
- «Яблоко» — рассказ Герберта Уэллса
- «Яблоки мистера Пибоди» — рассказ Мадонны
- «Сказка о молодильных яблоках и живой воде»
- «Белоснежка и семь гномов» братья Гримм

## Яблоко в музыке
- «Золотое яблоко» — опера Антонио Чести на сюжет известного мифа о Суде Париса (1668), одна из самых масштабных постановок за всю историю музыки.
- «Яблочко» — русская народная песня.
- «Райские яблочки» — песня Владимира Высоцкого, а также так названа одна из его грампластинок «На концертах Владимира Высоцкого (17) — Райские яблочки (1991 г.)»
- «Отец Яблок» — песня группы Аквариум из альбома Любимые песни Рамзеса IV (1993), написанная в Алма-Ате (прямой перевод с казахского языка «Отец яблок»).
- «Яблочные дни» — песня группы Аквариум из альбома Десять стрел (1986)
- «Яблоки на снегу» — слова А. Дементьев, музыка М. Муромов.
- «Горькие яблоки» — песня из репертуара Людмилы Гурченко (музыка Давида Тухманова, стихи Анатолия Поперечного).
- «Молодильные яблоки» — песня группы Оргазм Нострадамуса из альбома Убей тинейджера.
- «Яй-я (яблоки ела)» — песня группы «Пропаганда», альбом «Super Dетка» (2004). Слова и музыка: Виктория Воронина.
- «Сонет о яблоке» — М. Таривердиев (в исполнении трио «Меридиан»)

## Яблоко в кинематографе
- «Яблоко», (Экран, 1972), режиссёр Юрий Клепацкий
- «Молодильные яблоки», (Союзмультфильм, 1974)
- «Мешок яблок» (Союзмультфильм, 1974)
- «Огонь, вода и… медные трубы», (комедия-сказка реж. А. Роу, 1968). В фильме Баба-Яга говорит своему жениху — Кощею Бессмертному: «Коша, скушай яблочко — молоденьким станешь!». Впоследствии это выражение стало крылатым.
- В сериале «Райские яблочки» прошли по сюжету нитью символов.

## Яблоко в геральдике
В геральдике яблоко является символом мира. Один из знаков власти монарха — держава, «державное яблоко». Яблоко также является частью многих гербов.
- Яблоко в геральдике
- Зябликово (район Москвы)
- Россошь (Воронежская область)
- Короча (Белгородская область)
- Валуйки (Белгородская область)
- Верхнесадовое (Крым)
- Герб коммуны Азелебен в Германии

## Яблоко в науке
По известной легенде, Закон всемирного тяготения был открыт Ньютоном, наблюдавшим, как в саду падают яблоки.
Алхимики, заметив, что сердцевина разрезанного поперёк яблока напоминает пятиконечную звезду, использовали яблоко как символ знания.
Карл Вильгельм Шееле в 1785 году из незрелых яблок выделил новую органическую кислоту, которую назвал яблочной.
Выпуклость на передней поверхности шеи у мужчин называется Адамовым яблоком.

## Яблоко в географических названиях
- Казахское название бывшей столицы Казахстана — Алматы — переводится как «Яблоневый». Город расположен у подножия гор Заилийского Алатау на крайнем юго-востоке Казахстана. В России используется вариант Алма-Ата, составные части которого можно перевести с казахского как «яблоко» («алма») и «дедушка» («ата»).
- «Большое яблоко» (англ. The Big Apple) — самое известное прозвище Нью-Йорка. Возникло в 1920-х годах. В начале XXI века почти не используется.
- Кара-Алма (Чёрное яблоко) — киргизское село. Село расположено в очень живописном месте, рядом расположены пионерский лагерь и база отдыха.

## Образы яблока в политике и бизнесе
- Apple Records — британский лейбл звукозаписи, основанный The Beatles в 1968 году.
- Apple — американская корпорация, производитель персональных и планшетных компьютеров, аудиоплееров, телефонов, программного обеспечения.
- Российская объединённая демократическая партия «Яблоко» — политическая партия.